# كاليا كولوثوغان
كاليا كولوثوغان (28 سبتمبر 1977 بثنجفور في الهند - 28 يوليو 2018) هو لاعب كرة قدم هندي في مركز الوسط. لعب مع نادي إيست بنغال ونادي موهون باغان ونادي مومباي لكرة القدم ونادي محمدان ونادي شيراغ يونايتد كيرلا ونادي بهوانيفور لكرة القدم.